# Golf op de Olympische Zomerspelen 2020
Golf is een van de sporten die beoefend werden op de Olympische Zomerspelen 2020 in Tokio. Er werd gespeeld op de oostbaan van de Kasumigaseki Country Club.
Deze editie was Golf voor de vierde keer een Olympische sport.

## Kwalificatie
Kwalificatie werd gebaseerd op de wereldranglijst van 21 juni 2021 voor de mannen en 28 juni 2021 voor de vrouwen. In totaal konden 60 deelnemers zich kwalificeren in zowel het mannen- als het vrouwentoernooi. De top-15 van beide seksen kwalificeerde zich, met een maximum van vier deelnemers per land. De overige plaatsen gingen naar de hoogst geplaatste golfers uit landen die nog niet twee deelnemers hadden. De IGF garandeerde minimaal een quotumplaats voor het gastland en voor elk continent (Afrika, Amerika, Azië, Europa en Oceanië).

## Toernooi
Er worden vier rondes van 18 holes gespeeld. Een eventuele play-off zal bestaan uit drie holes.

## Medailles

### Medaillewinnaars
| Onderdeel | Goud | Goud              | Zilver | Zilver         | Brons | Brons           |
| --------- | ---- | ----------------- | ------ | -------------- | ----- | --------------- |
| Mannen    | USA  | Xander Schauffele | SVK    | Rory Sabbatini | TPE   | Pan Cheng-tsung |
|           |      |                   |        |                |       |                 |
| Vrouwen   | USA  | Nelly Korda       | JPN    | Mone Inami     | NZL   | Lydia Ko        |

Parijs 1900 · 
St. Louis 1904 · 
Rio de Janeiro 2016 · 
Tokio 2020 · 
Parijs 2024 · 
Los Angeles 2028 
Olympische medaillewinnaars
Atletiek · Badminton · Basketbal · Boksen · Boogschieten · Gewichtheffen · Golf · Gymnastiek · Handbal · Hockey · Honkbal · Judo · Kanovaren · Karate · Klimsport · Moderne vijfkamp · Paardensport · Roeien · Rugby · Schermen · Schietsport · Schoonspringen · Skateboarden · Softbal · Surfen · Synchroonzwemmen · Taekwondo · Tafeltennis · Tennis · Triatlon · Voetbal · Volleybal · Waterpolo · Wielersport · Worstelen · Zeilen · Zwemmen